# Arquelau I
|  | Per a altres significats, vegeu «Arquelau I de Comana». |

Arquelau (grec antic: Ἀρχέλαος, llatí: Archelaus) va ser rei de Macedònia del 413 aC al 399 aC. Era, segons Plató un fill il·legítim de Perdicas II, i es va apoderar del tron assassinant al seu oncle Aletes (hereu legítim), i al seu cosí i un mig germà. Després, per reforçar el seu poder, es va casar amb la reina Cleòpatra, vídua de Perdicas II.
El 410 aC Pidna es va revoltar contra el rei, però va ser reduïda amb l'ajut d'un esquadró atenès dirigit per Teràmenes d'Atenes. A continuació, va lluitar contra uns personatges anomenats Sirres, príncep de la Lincèstida, i Arrabeu, el rei, amb els quals va fer la pau donant a Sirres una filla seva en matrimoni.
Per a millorar la seguretat interna del país, va fundar fortaleses, millorà camins i augmentà l'exèrcit com mai cap altre rei ho havia fet, segons Tucídides. Va establir a Eges o a Díon uns Jocs públics musicals i esportius, dedicats a Zeus i a les Muses. S'interessava per la literatura, la ciència i les belles arts, i va convidar al regne grans savis com el pintor Zeuxis d'Heraclea que li va decorar el palau, Eurípides, Agató segons Claudi Elià. Fins i tot va convidar Sòcrates, però no hi va anar, com diu Aristòtil, segurament perquè el filòsof sabia que tots aquests esforços culturals no impedien la gran corrupció existent a la cort.
Va morir, segons Diodor de Sicília, accidentalment en una cacera a mans del seu favorit Cràter, i segons Aristòtil, assassinat per aquest Cràter en revenja perquè el rei no havia complert la promesa de donar-li una de les seves filles en matrimoni.